# Policía de la República Checa
La Policía de la República Checa (en checo: Policie České republiky) es el cuerpo nacional de policía de la  República Checa. Creado en 1991, su misión es la protección del ciudadano y de la propiedad así como del orden público. Tiene alrededor de 40,500 agentes.

## Historia

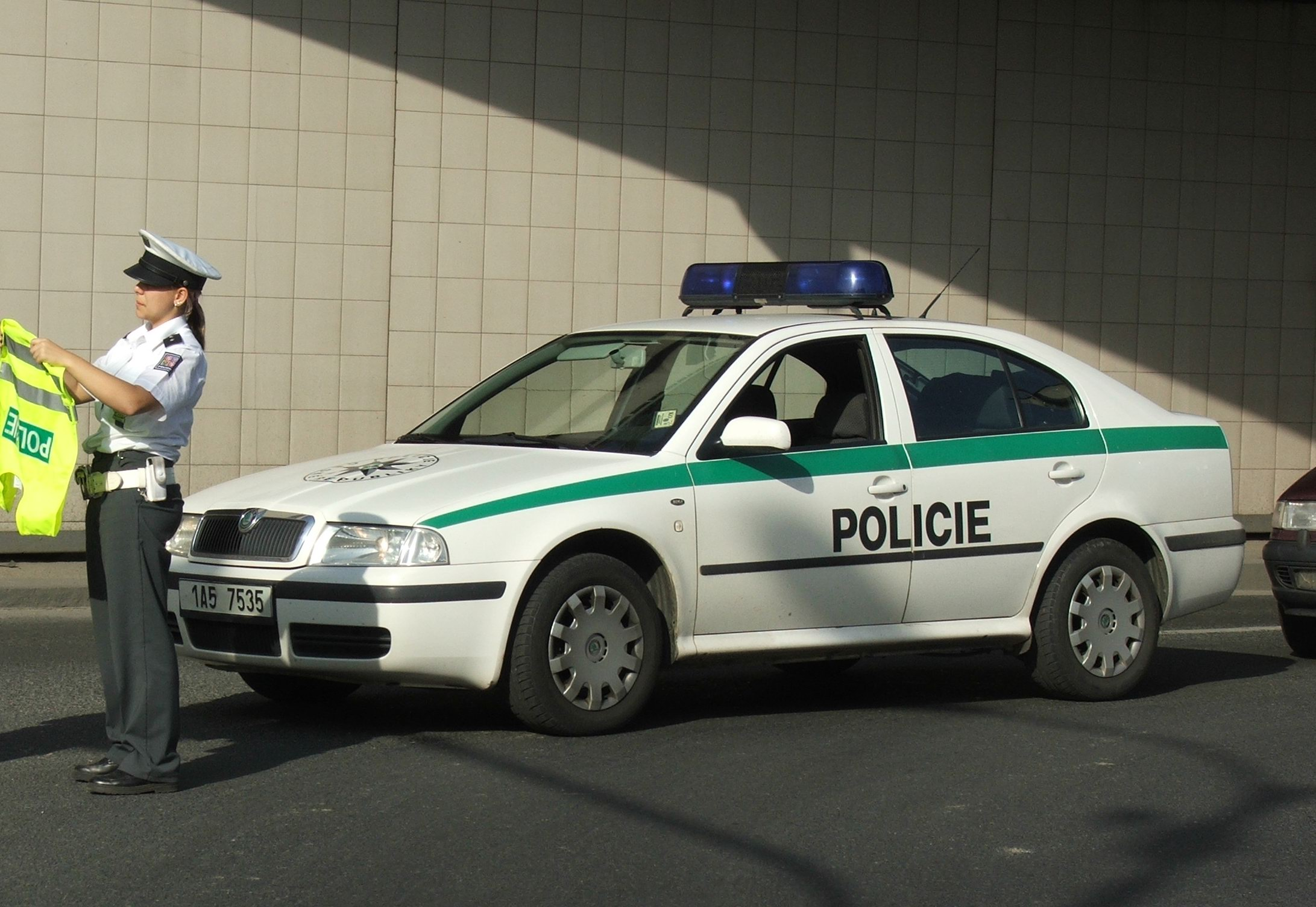
Škoda Octavia con la antigua rotulación.

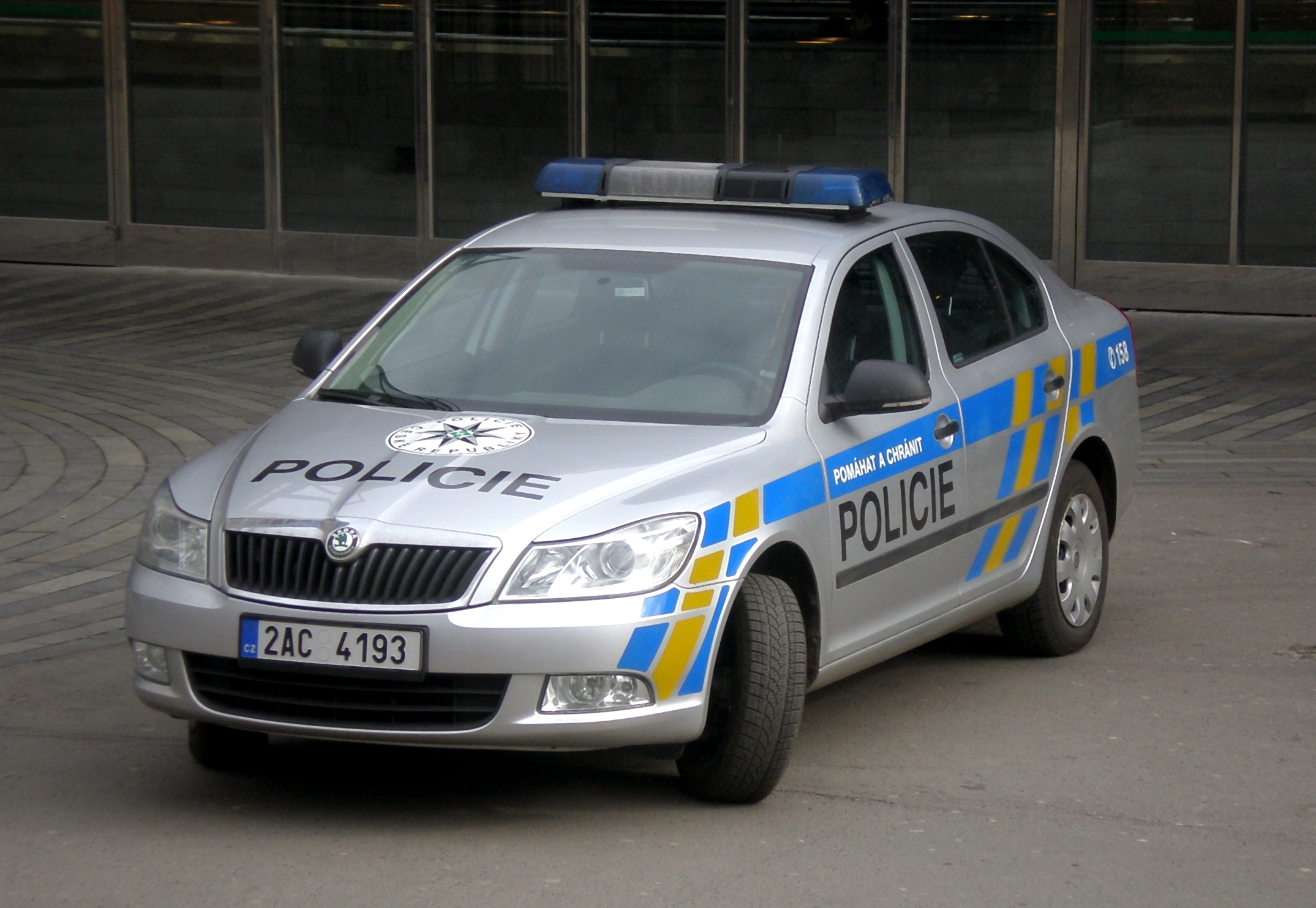
Škoda Octavia con la nueva rotulación.

La Policía de la República Checa es la sucesora del CSN comunista. La mayoría de sus miembros fueron antiguos agentes del CSN (Cuerpo de Seguridad Nacional), pero tras la "democratización" del país mediante la Revolución de Terciopelo en 1989 se eliminó la policía de ideología comunista y su rama secreta. Algo parecido sucedió también en Eslovaquia.

## Equipamiento

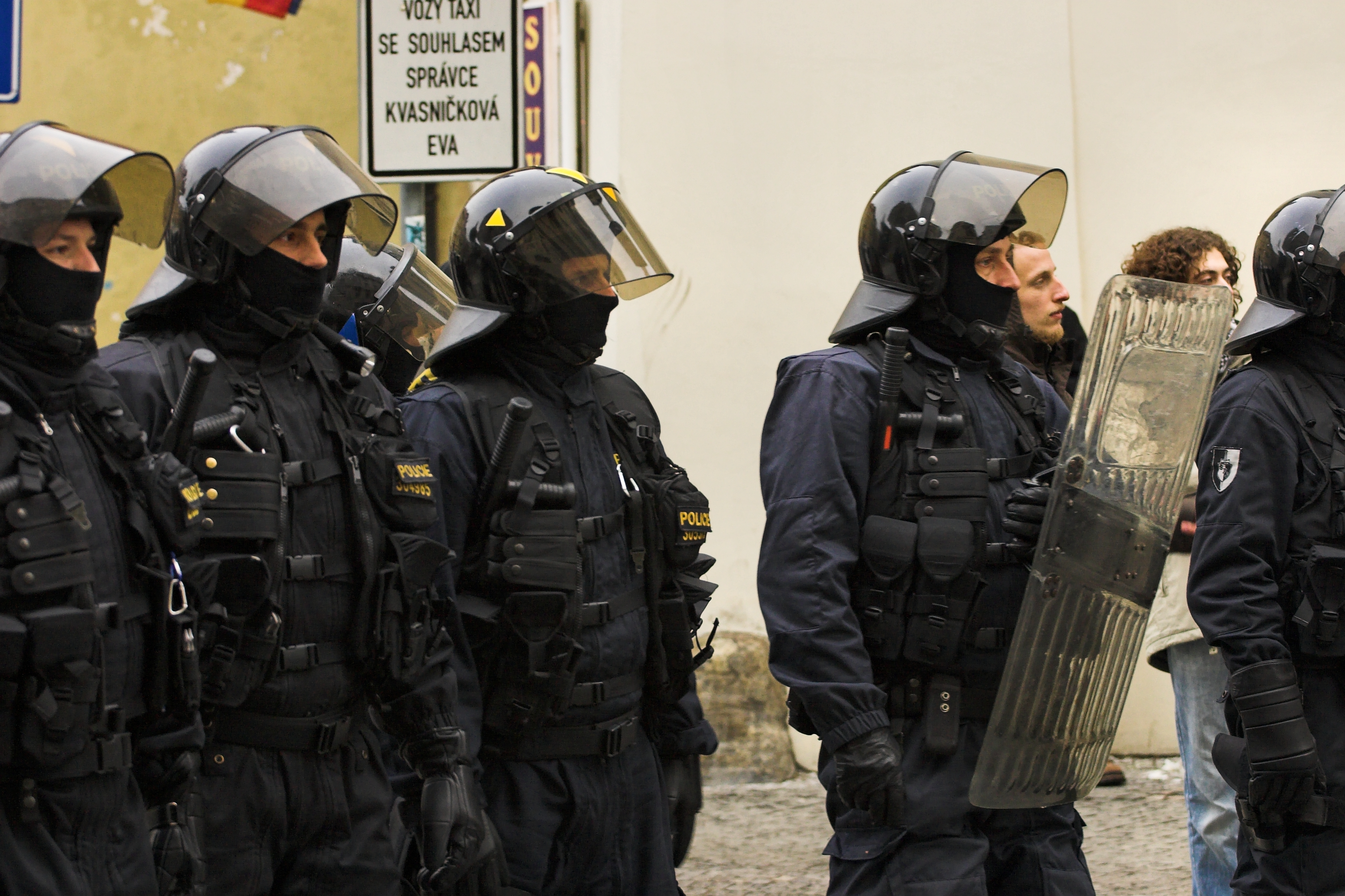
Grupo de antidisturbios.

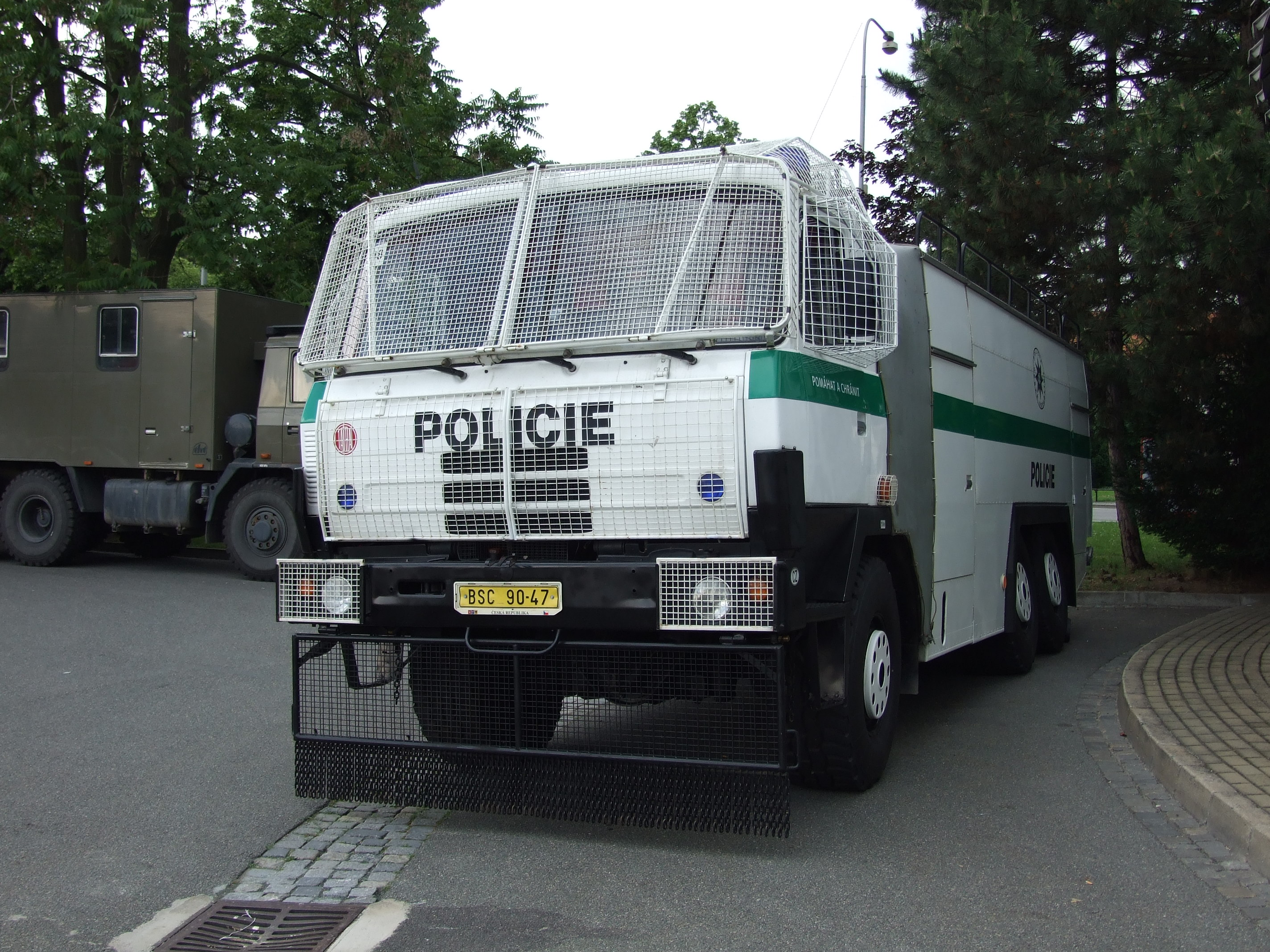
Furgón blindado antidisturbios.

Este cuerpo cuenta con medios como:

### Transporte

#### Coches y motos
- Škoda Fabia
- Škoda Octavia
- Lada Niva
- Škoda Octavia
- Volkswagen Passat
- VW Transporter
- Motocicletas Yamaha

#### Helicópteros

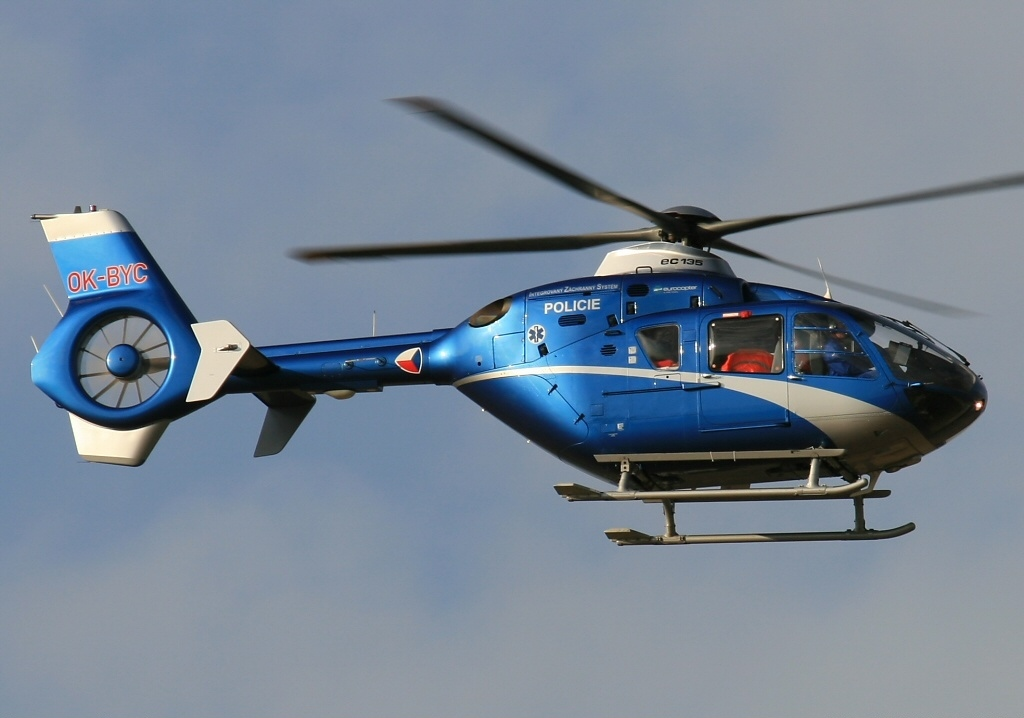
Eurocopter EC135

| Aircraft         | Origen         | Rol                                                                                   | Versiones             | Registro                                                | Número |
| ---------------- | -------------- | ------------------------------------------------------------------------------------- | --------------------- | ------------------------------------------------------- | ------ |
| Bell 412         | Estados Unidos | Transporte VIP, transporte de material, operaciones de rescate, patrulla y vigilancia | Bell 412 HP           | OK-BYN OK-BYQ                                           | 2      |
| Bell 412         | Estados Unidos | Patrulla y vigilancia                                                                 | Bell 412 EP           | OK-BYP OK-BYR OK-BYS                                    | 3      |
| Bell 412         | Estados Unidos | Patrulla y vigilancia                                                                 | Bell 412 EPI          | OK-BYT                                                  | 1      |
| Eurocopter EC135 | Unión Europea  | Patrulla, vigilancia y rescate                                                        | EC 135 T2, EC 135 T2+ | OK-BYA OK-BYB OK-BYC OK-BYD OK-BYE OK-BYF OK-BYG OK-BYH | 8      |

### Armas
Las armas de fuego usadas por este cuerpo son las siguientes:

#### Pistolas
- CZ-75
  - CZ SP-01
  - CZ 75D PCR Compacta
  - CZ P-01
  - CZ 2075 RAMI
  - CZ P-07 Duty
  - CZ 97B
- Glock 17

#### Subfusiles
- Škorpion vz. 61
- CZ Scorpion Evo 3
- Heckler & Koch MP7A1[5]

#### Carabinas

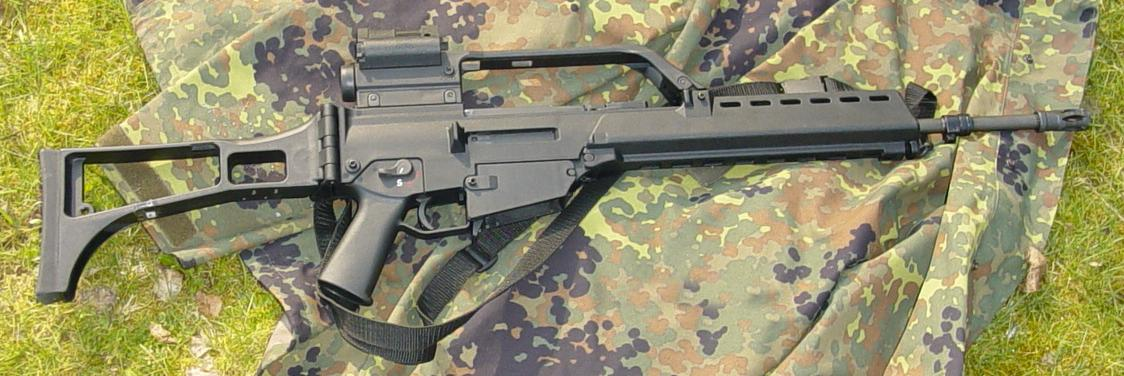
Heckler & Koch G36 similar a las utilizadas por la Policía de la R.C.

- Sa vz. 58
- Heckler & Koch G36

#### Rifles
- CZ 700
- CZ 750
- Heckler Koch HK 417 (.308 Win)
- Accuracy International Arctic Warfare
- Accuracy International AW50 (.50 BMG)
- SAKO  TRG 42
- Sig Sauer SSG 300[6]